# Basaltprisma's van Santa María Regla

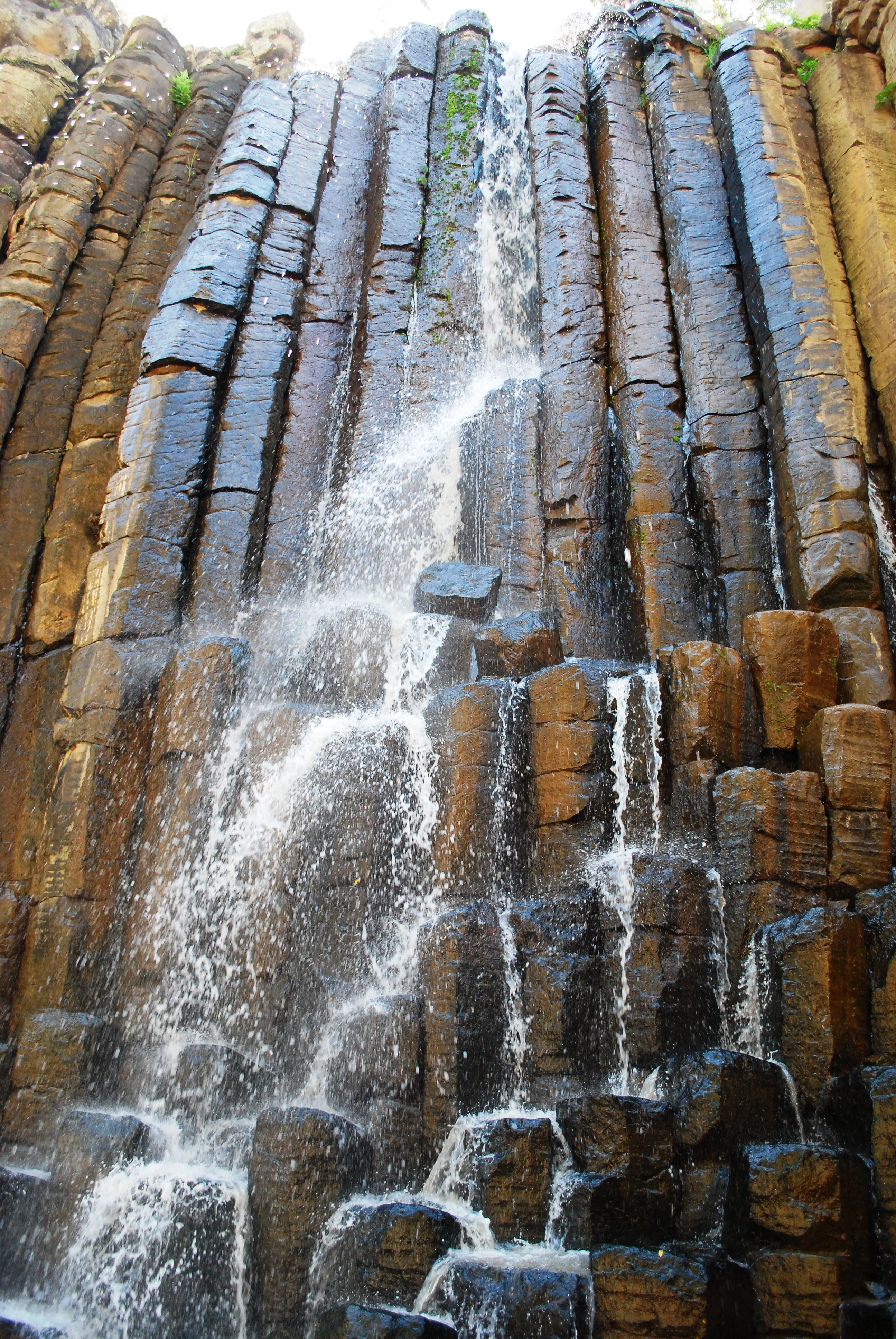

De basaltprisma's van Santa María Regla bevinden zich in rotsformaties in de staat Hidalgo, in de buurt van Huasca de Ocampo (Mexico). De kolommen zijn gevormd door de langzame afkoeling van lava gedurende miljoenen jaren. De aldus gevormde blokken basalt hebben soms 5, soms 6 zijden.
Deze formaties sieren de wanden van het Alcholoya-ravijn, waarlangs een reeks watervallen stromen, met een totale hoogte van enkele tientallen meters.
De Duitse ontdekkingsreiziger Alexander von Humboldt bracht in 1803 een bezoek en toonde tekeningen van de basaltprima's in het British Museum in Londen. Hij wordt gezien als de eerste die de plaats aanprees als toeristische bezienswaardigheid.